# Lincoln Model K
Lincoln Model K är en lyxbil, tillverkad av den amerikanska biltillverkaren Lincoln mellan 1931 och 1939. 

## Bakgrund
Henry M. Leland hade introducerat den första Lincoln-modellen, Model L, 1920 och sedan Ford Motor Company köpt företaget två år senare hade tillverkningen fortsatt utan några större förändringar. När Cadillac startade trenden med flercylindriga lyxbilar 1930 såg Model L mer än lovligt gammalmodig ut, men Lincoln, som var Edsel Fords skötebarn, hade en modern efterträdare på gång.

## Lincoln Model K (1931-32)
När Lincoln Model K presenterades 1931 hade den ett helt nytt, längre och lägre chassi. Det var ytterst konventionellt, med stela axlar fram och bak upphängda i längsgående bladfjädrar och mekaniska bromsar. Chassit kläddes sedan med karosser från USA:s främsta karossmakare. Motorn var en uppdatering av Lelands 60° V8-motor med sidventiler. Med tvåportsförgasare och högre kompressionsförhållande matchade effekten konkurrenterna.
När Lincoln introducerade den tolvcylindriga Model KB 1932 fortsatte den äldre modellen att tillverkas ännu ett år som Model KA. Chassit fick kortare hjulbas och priserna sänktes rejält.

## Lincoln Model KB (1932-33)
1932 introducerades Model KB med den tolvcylindriga motor som chassit varit avsett för från början. Motorn baserades på Lelands äldre V8-motor men hade 65° vinkel mellan motorblocken. 

## Lincoln Model K (1933-39)
Till 1933 fick Model KA en helt nykonstruerad V12:a med 67° vinkel mellan motorblocken. Samma år började Lincoln även bygga egna karosser.
Från 1934 delade KA och KB en större version av den nya V12:an. Enda skillnaden mellan modellerna var hjulbasen och från 1935 kallades alla bilar enbart Model K.
1937 genomfördes de mest omfattande uppdateringarna under K-seriens livslängd. Den nya, strömlinjeformade karossen fick strålkastarna inbyggda i framskärmarna. Motorn flyttades framåt i chassit för bättre viktfördelning och åkkomfort. 
Bilen tillverkades därefter oförändrad fram till 1939. De sista bilarna såldes som 1940 års modell. Försäljningen under den stora depressionen var så låg att modellen aldrig gav någon vinst. Från 1936 var det Lincoln Zephyr som var företagets huvudprodukt och framtida modeller kom att baseras på denna.

## Motorer
| Modell   | Årsmodell | Motor             | Cylindervolym | Effekt | Bränslesystem           |
| -------- | --------- | ----------------- | ------------- | ------ | ----------------------- |
| Model KA | 1931-32   | 8-cyl V-motor sv  | 6309 cm³      | 125 hk | Enkel tvåportsförgasare |
| Model KB | 1932-33   | 12-cyl V-motor sv | 7341 cm³      | 150 hk | Enkel tvåportsförgasare |
| Model KA | 1933      | 12-cyl V-motor sv | 6255 cm³      | 125 hk | Enkel tvåportsförgasare |
| Model K  | 1934-39   | 12-cyl V-motor sv | 6784 cm³      | 150 hk | Enkel tvåportsförgasare |